# Spathoptila cyclophora
Spathoptila cyclophora är en fjärilsart som beskrevs av Turner 1944. Spathoptila cyclophora ingår i släktet Spathoptila och familjen trågspinnare. Inga underarter finns listade i Catalogue of Life.

## Bildgalleri

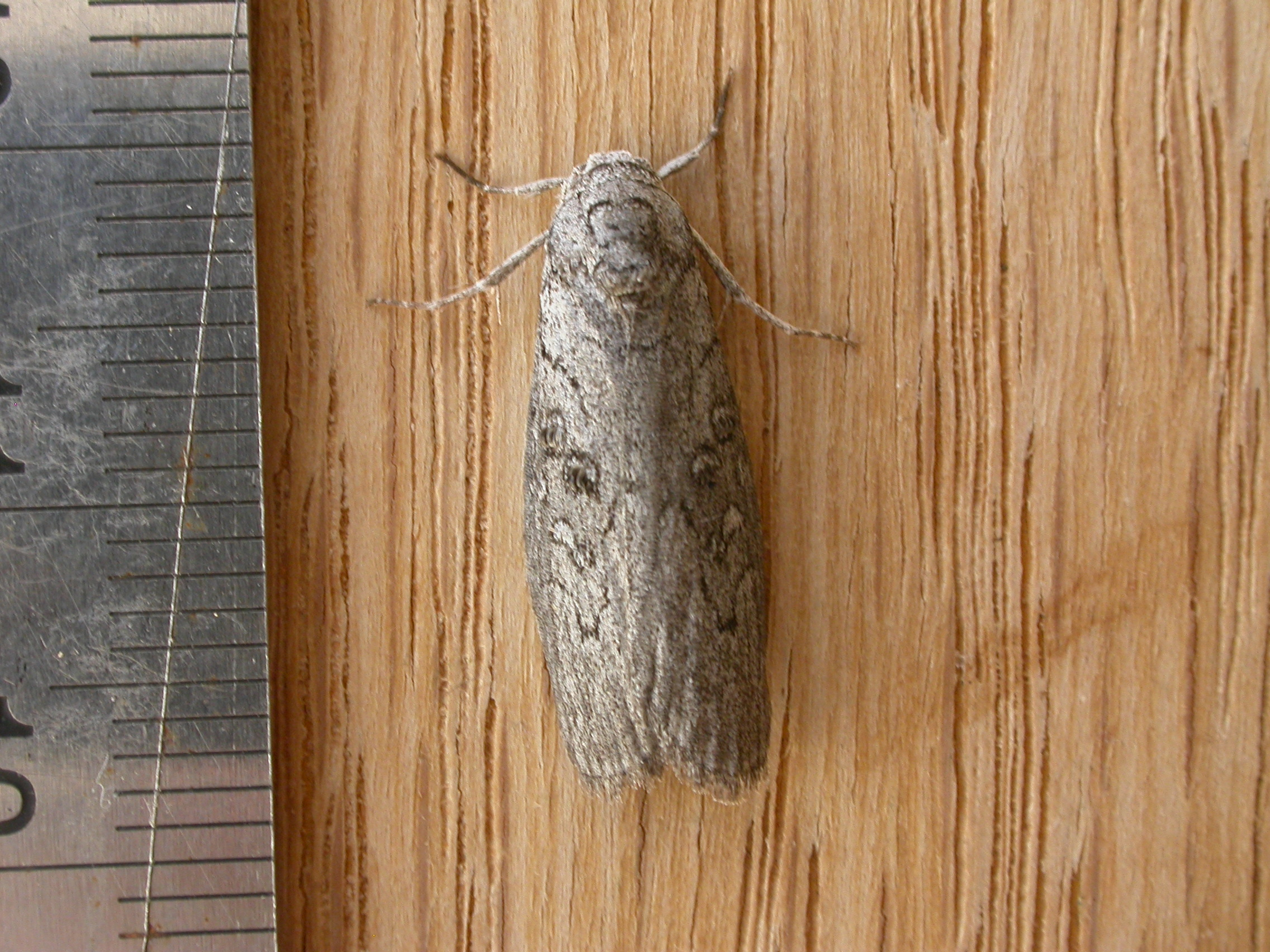
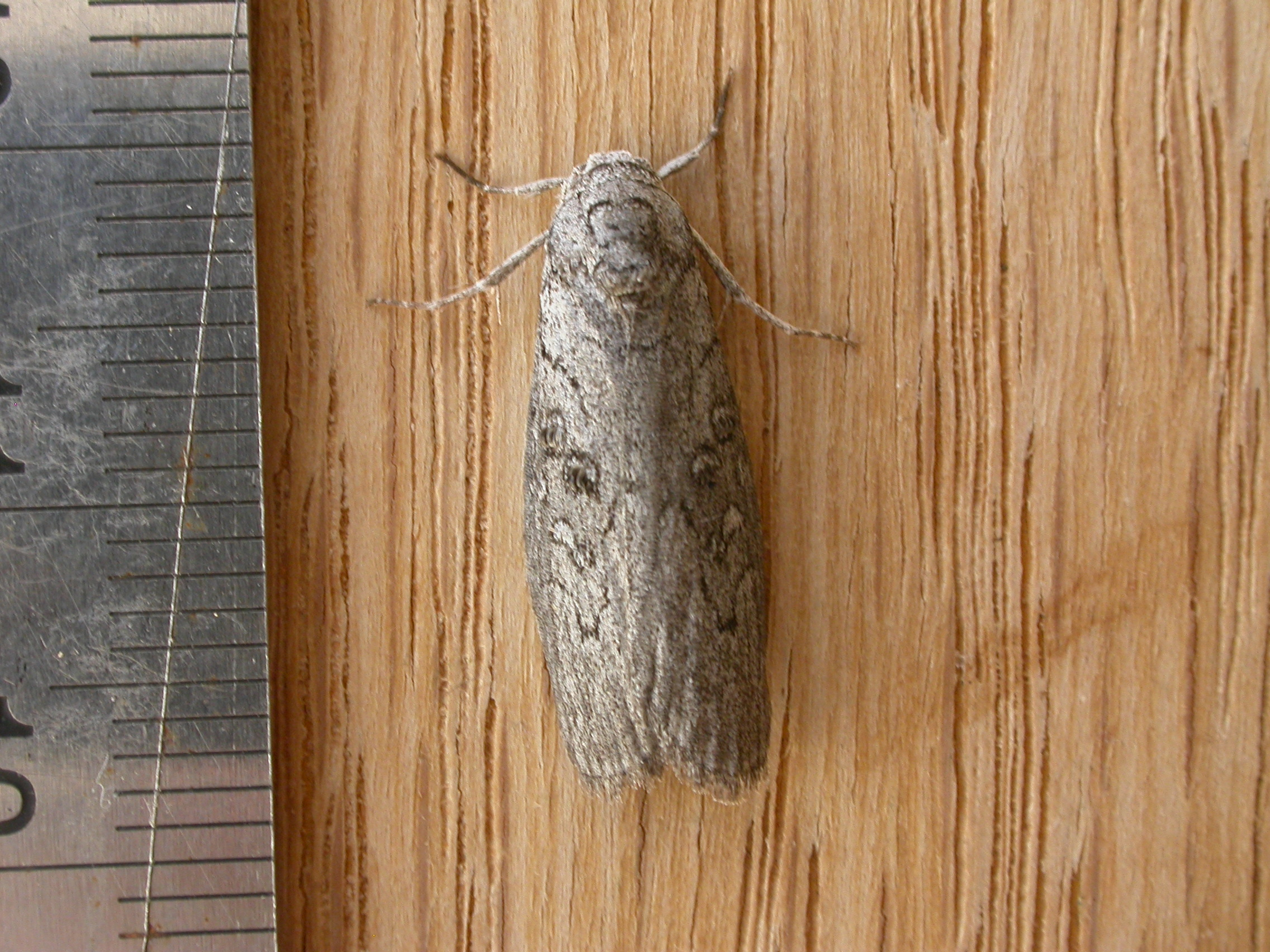